# Șcerbakî, Bila Țerkva
Șcerbakî (în ucraineană Щербаки) este un sat în comuna Fesiurî din raionul Bila Țerkva, regiunea Kiev, Ucraina.

## Demografie
Componența lingvistică a localității Șcerbakî
     Ucraineană (99,19%)
     Alte limbi (0,81%)
Conform recensământului din 2001, majoritatea populației localității Șcerbakî era vorbitoare de ucraineană (99,19%), existând în minoritate și vorbitori de alte limbi.